# HD108642
HD108642 — хімічно пекулярна зоря спектрального класу A2, що має видиму зоряну величину в смузі V приблизно  6,5.
Вона  розташована на відстані близько 334,2 світлових років від Сонця.

## Фізичні характеристики
Зоря HD108642 обертається 
порівняно повільно 
навколо своєї осі. Проєкція її екваторіальної швидкості на промінь зору становить  Vsin(i)= 21км/сек.

## Магнітне поле
Спектр даної зорі вказує на наявність магнітного поля у її зоряній атмосфері.
Напруженість повздовжної компоненти поля оціненої з аналізу
наявних ліній металів
становить   13,2±  17,5 Гаус.